# Tuxaquiljá
Tuxaquiljá är en ort i Mexiko.   Den ligger i kommunen Oxchuc och delstaten Chiapas, i den sydöstra delen av landet, 800 km öster om huvudstaden Mexico City. Tuxaquiljá ligger 1 896 meter över havet och antalet invånare är 417.
Terrängen runt Tuxaquiljá är kuperad. Runt Tuxaquiljá är det ganska tätbefolkat, med 75 invånare per kvadratkilometer. Närmaste större samhälle är Oxchuc, 8,9 km väster om Tuxaquiljá. I omgivningarna runt Tuxaquiljá växer i huvudsak städsegrön lövskog.